# René Trabelsi
René Trabelsi (Djerba, 1962) es un empresario y político tunecino. Desde noviembre de noviembre 2018 es ministro de Turismo y Artesanía en el gobierno de Youssef Chahed. 

## Biografía
Nació en la isla de Djerba donde se concentra la pequeña comunidad judía de Túnez. Su padre, Perez Trabelsi, es presidente del comité judío de la Ghriba y dirigente de la comunidad judía de Djerba.
En la isla estudió y pasó sus primeros años hasta terminar secundaria. Después se trasladó a Francia en 1982 para proseguir sus estudios en gestión. Gestionó primero la franquicia de supermercados Franprix en la región de la Isla de Francia antes de lanzarse en la actividad turística. En los años 1990, fundó el tour-operador Royal First Travel que se especializa en Túnez. Es igualmente miembro de la comisión de organización de la peregrinación de la Ghriba, gestiona un hotel de cuatro estrellas en Djerba y se implica en la Federación Tunecina de hostelería.
Ha vivido en Francia durante 30 años donde están escolarizados sus hijos y tiene doble nacionalidad.

### Carrera política
En 2011 tras la caída de Ben Alí formó parte del recién creado Partido del Porvenir o Al Moustaqbal una formación política liberal de centro-derecha que defiende la separación del Estado y las religiones.
El 5 de noviembre de 2018 en una renovación ministerial el jefe del gobierno tunecino, Youssef Chahed, lo designa para liderar el ministerio del Turismo en sustitución de Selma Elloumi Rekik que asumió la jefatura del gabinete del Presidente. El nombramiento de Trabelsi fue el primer nombramiento de un ministro de confesión judía desde Albert Bessis y André Barouch en los años 1950. Es el primer ministro de Túnez judío desde 1957 y el único en el mundo árabe.
Este nombramiento generó polémica y manifestaciones de protesta por parte de algunos sectores. Centenares de manifestantes denunciaron las supuestas "posiciones pro-sionistas" de Trablesi. La Asociación Tunecina de apoyo a las minorías denunció una campaña de difamación contra el nuevo ministro.  El sector turístico, sin embargo, valoró positivamente el nombramiento de un profesional del sector al frente del ministerio,  aunque también se mencionó posibles incompatibilidades dado que el ministro, gestionaba dos tour-operadores.
El 12 de noviembre de 2018 los diputados concedieron su confianza al conjunto de los ministros propuestos, incluido Trabelsi que logró 127 votos a favor, 25 en contra y una abstención.
En la actualidad vive entre París, Djerba y Túnez.